# Kunstmuseet i Tønder
Kunstmuseet i Tønder er en del af bygningskomplekset Museum Sønderjylland Tønder, som også omfatter Kulturhistorie Tønder og Vandtårnet. Det drives af Museum Sønderjylland og har til huse i en separat udstillingsbygning med adgang gennem portbygningen på Wegners Plads. Museet blev indviet i 1972 som Sønderjyllands Kunstmuseum, hvor det blev skilt ud fra det daværende Tønder Museum.
Museet har foruden en fast samling af værker af fortrinsvis nyere danske kunstnere jævnligt specialudstillinger under forskellige temaer.
Blandt de kunstnere, der er repræsenteret på museet, kan nævnes:
- Georg Baselitz
- Ejler Bille
- Else Fischer-Hansen
- Wilhelm Freddie
- Svend Wiig Hansen
- Egill Jacobsen
- Asger Jorn
- Per Kirkeby
- Seppo Mattinen
- Richard Mortensen
- Jais Nielsen
- Jeppe Madsen Ohlsen[2]